# 姜恩菲
姜恩菲（韓語：강은비，1986年4月15日—），韓國女演員、歌手，2012年曾将藝名改為宋恩彩，2016年改回使用姜恩菲。2005年通過電影《夢精記2》出道，出演電視劇《松藥局的兒子們》而受到注目，2017年之後作為直播平台AfreecaTV的主播活動。

## 演出作品

### 電視劇
- 2005年：SBS《蒼天啊》
- 2005年：MBC《彩虹羅曼史》飾 金恩菲
- 2006年：MBC《我人生的Special》
- 2006年：KBS《葡萄園之戀》飾 朴紅怡
- 2008年：KBS《回來的大醬湯鍋》
- 2009年：KBS《松藥局的兒子們》飾 崔秀熙

### 電影
- 2005年：《夢精記2》飾 吳聖恩
- 2006年：《不良老師》
- 2007年：《圖畫紙》
- 2015年：《烈性摔跤（朝鲜语：레쓰링）》
- 2015年：《無主之花》

### MV
- 2013年：T-ara《比基尼》

## 外部連結
- 姜恩菲的Instagram帳戶
- 姜恩菲 精致主頁
- 姜恩菲
- 강은비(姜恩菲) 아프리카TV主播（页面存档备份，存于） 